# Manduca muscosa
Espèce
Manduca muscosa  est une espèce de lépidoptères de la famille des Sphingidae, de la sous-famille des Sphinginae et de la tribu des Sphingini.

## Description
L'envergure varie de 100 à 126 mm. L'espèce est semblable à Manduca sesquiplex mais l'aile supérieure est beaucoup moins allongée, la couleur de fond du corps et des ailes est plus sombre, presque olive et les bandes pâles sur l'aile postérieure sont moins importantes.

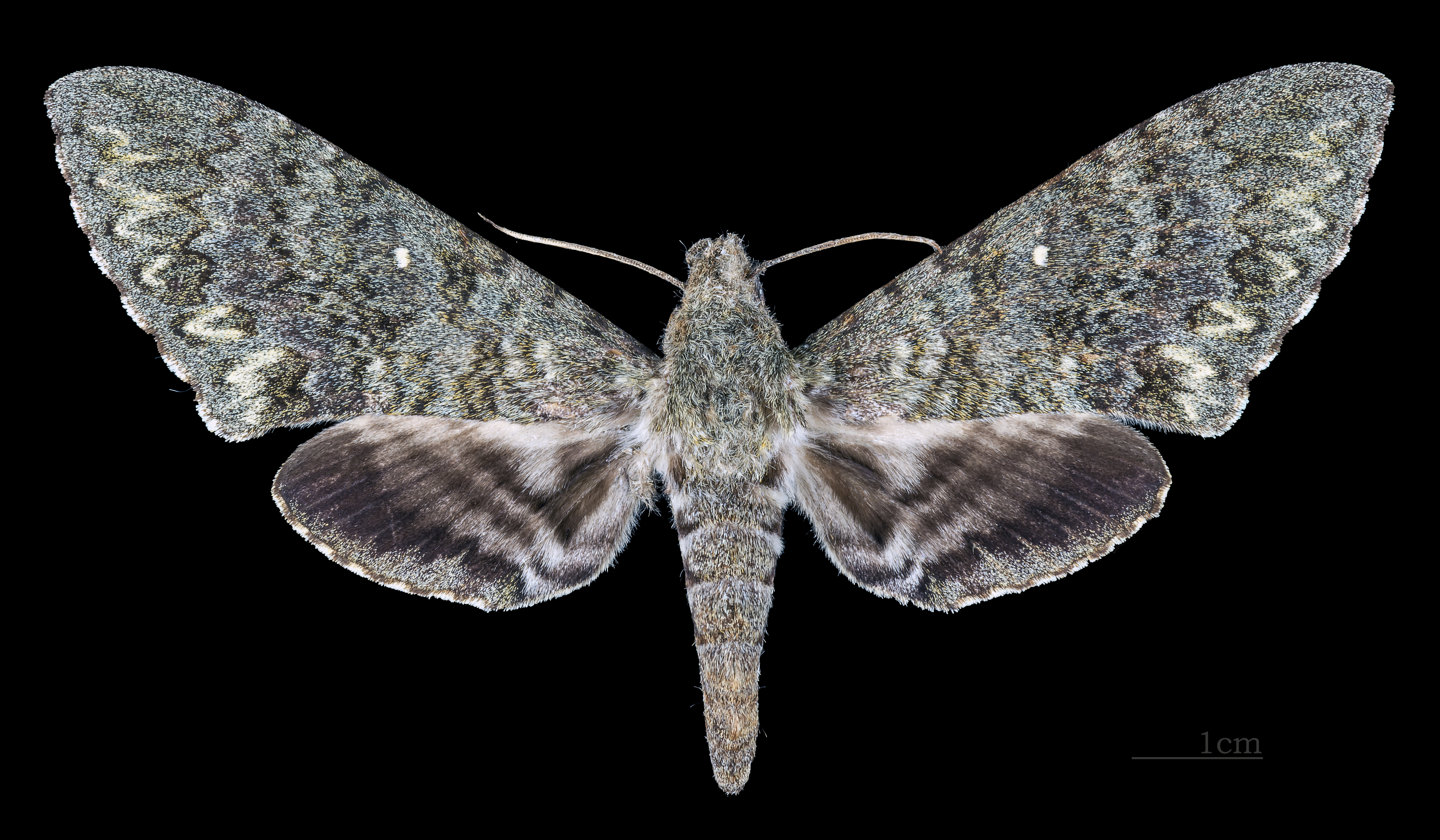
Face dorsale de la femelle (coll.MHNT)
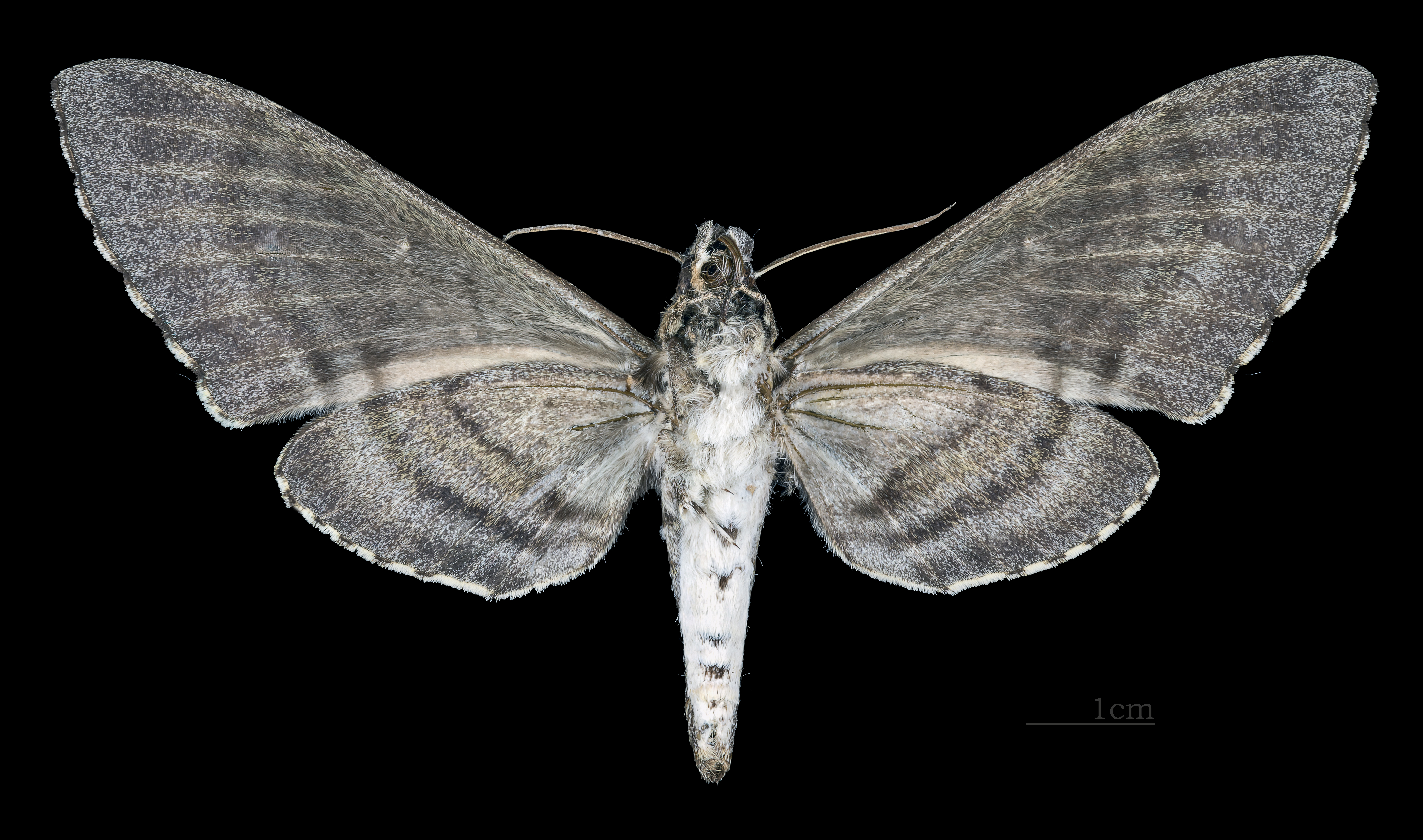
Revers de le femelle (coll.MHNT)

## Distribution et habitat
Distribution
L'espèce est connue en Amérique du Nord : sud et ouest de l'Arizona, au Mexique ; Belize, Guatemala, Nicaragua et Costa Rica.
Habitat
Basses terres tropicales et subtropicales et forêts de basse-montagne notamment de chênes.

## Biologie
- Il y a une génération par an, les adultes volent de la mi-juillet à début août dans le sud de l'Arizona. Au Costa Rica, ils volent de mai à novembre.
- Les chenilles se nourrissent sur Verbesina gigantea, Lasianthaea fruticosa, Eupatorium albicaule, Viguiera dentate, Eupatorium albicaule, Lantana camara, Helianthus annuus et Jacaranda caroba.

## Systématique
- L'espèce Manduca muscosa  a été décrite par les entomologistes Lionel Walter Rothschild et Karl Jordan en 1903 sous le nom initial de Protoparce muscosa[1].
- La localité type est la Cuernavaca au Mexique.

### Synonymie
- Protoparce muscosa  Rothschild & Jordan, 1916 Protonyme